# قرية مصدة التراثية
قرية مصدة التراثية هي بلدة تراثية تقع في محافظة الدوادمي، في السعودية.

## الموقع
تقع قرية مصدة في محافظة الدوادمي التابعة لمنطقة الرياض في المملكة العربية السعودية. وتبعد مصدة عن محافظة الدوادمي بمسافة تقارب 10 كم إلى الشمال الغربي.

## تاريخ القرية
تعتبر مصدة بلدة تراثية تقع في محافظة الدودامي. تأسست عام 1346هـ على يد الشيخ خالد بن جامع (شيخ قبيلة الروسان)، وقد ترك الأهالي البلدة عام 1410هـ.

## البناء
يتألف النسيج العمراني للقرية من مجموعة من المباني التراثية والتي تشمل البيوت السكنية، المسجد الجامع، المحلات التجارية، الممرات والساحات والتي يجاورها مزارع النخيل والأبنية السكنية الحديثة. وتتبع في تخطيطها النمط العمراني المتبع في المنطقة الوسطى من الجزيرة العربية، حيث تتلاصق البيوت ويفصل بينها طرق وممرات ضيقة تلبي الحاجات الدفاعية والمناخية والإجتماعية. وتتألف البيوت غالباً من دورين، ويحتوي البيت على العناصر المؤلفة للبيت التقليدي من مجلس الرجال أو القهوة التي يتم فيها إستقبال الضيوف، وهي تكون أكبر غرف البيت والتي تحتوي على الوجار والكمار، ويتم تزيينها بنقوش وزخارف جصية هندسية ونباتية. إضافة إلى غرف النوم والعائلة والمطبخ والروشن، والحوش أو الفناء الداخلي الذي يكون محاطاً بالرواق المسقوف والمحمول على أعمدة ويسمى المصباح. ويضم البيت كذلك المخازن والبئر والخدمات الأخرى. وقد أستخدمت مواد البناء التقليدية المتوفرة في الطبيعة في عملية إنشاء أبنية القرية، حيث أستخدم الطين الممزوج بالتبن في بناء الجدران، والذي يصنع بقوالب خشبية على شكل طوب مستطيل يسمى لبن، ويتم التأسيس على قواعد من الحجر، وغالبا يتم لياسة الجدران بطبقة من الطين أو الجص الأبيض. ثم تأتي عملية تشييد الأسقف بعوارض من جذوع شجر الأثل تحمل على الجدران أو على أعمدة إضافية، ويتم رصف جريد النخل فوقها مع طبقة من الطين لعزل مياه الأمطار. وقد أصاب التهدم والأضرار معظم أبنية القرية، ولا تزال بعض مبانيها بحالة جيدة نسبياً.

### مكونات الموقع
- أساسات من الحجر.
- الأسقف خشبية مصنوعة من خشب الاثل مغطى بسعق النخيل ويعلوه طبقة من خليط الطين والتبن.
- المباني مغطاة بطبقة من لياسة خارجية من خليط الطين التبن.
- الأعمدة تأخذ الشكل الاسطواني في الفراغات الداخلية.
- تعلو فتحات الشبابيك والأبواب أعتاب خشبية تحمل بقية الحائط أعلاه.
- تتنوع ارتفاع المباني من طابق واحد وطابقين بإرتفاع تقريبي يبدأ من 3.5 إلى 7م شامل ارتفاع الدروة.[1]